# مؤسسه باستان‌شناسی آلمان
انستیتوی باستان‌شناسی آلمان (آلمانی: Deutsches Archäologisches Institut مخفف DAI) یک مؤسسه تحقیقاتی در زمینه باستان‌شناسی (و سایر زمینه‌های مرتبط) است. DAI یک «آژانس فدرال» تحت وزارت خارجه فدرال آلمان است.

## تاریخ
ادوارد گرهارد این مؤسسه را تأسیس کرد. پس از عزیمت وی از رم در سال ۱۸۳۲، دفتر مرکزی مؤسسه باستان‌شناسی آلمان، همان‌طور که در آن زمان نامگذاری شد، در برلین ایجاد شد. مؤسسه پیشینی آن توسط اتو مگنوس فون استاکلبرگ، تئودور پانوفکا و آگوست کستنر در سال ۱۸۲۹ در آنجا تأسیس شد.
هانس-یواخیم گرکه از مارس ۲۰۰۸ تا آوریل ۲۰۱۱ رئیس انستیتو بود و فردریک فلس جانشین وی شد. در سال ۱۹۲۰، ارنست هرتسفیلد به عنوان اولین پروفسور باستان‌شناسی شرق (یا همان مستشرق) وارد مؤسسه در برلین شد.

## فعالیت در ایران
اولین تلاش‌ها برای ایجاد دفتر در تهران به زمان کاوش‌ها در سال‌های ۱۹۳۰ در تخت جمشید برمی‌گردد. البته در سال ۱۹۶۱ اولین دفتر در جنوب تهران تأسیس و فعالیت به‌طور رسمی شروع شد. از ۵۵ سال پیش که دفتری در تهران ایجاد شد، این فعالیت، شکل مشخص‌تر و مدون‌تری به خود گرفت که تا همین امروز هم ادامه دارد. دفتر این مؤسسه، در همسایگی باغ سفارت آلمان در محله الهیه تهران واقع است. جایی که با ۱۲ هزار جلد کتاب، محل استفاده رایگان محققان و مصنفان ایرانی است. این کتابخانه، هسته اصلی اداره قدیم باستان‌شناسی در تهران بوده که ابتدا به صورت رسمی در سال ۱۹۶۱ تأسیس و سپس در سال ۱۹۹۶ به شعبه اداره اروپا - آسیایی مؤسسه باستان‌شناسی آلمان (DAI) تبدیل شد
دفتر تهران زیر مجموعه دپارتمان EURASIA است که حوزه فعالیت آن از رومانی و بلغارستان شروع و تا پکن ادامه پیدا می‌کند.
ارنست هرتسفلد (Ernst Emil Herzfeld) اولین پروفسور باستان‌شناسی شرق در آلمان بود و همچنین اولین محقق و باستان‌شناس رسمی آلمان در ایران که طی قراردادهایی با دولت ایران، کاوش‌های باستان‌شناسی را در سال‌های ۱۹۳۰ در تخت جمشید و پاسارگاد شروع کرد. با ورود ایشان باستان‌شناس دیگری همچون فردریش کرفتر (Friedrich Krefter) که معمار نیز بود و اولین ماکت مینیاتوری تخت جمشید را ساخت هم به مرور به ایران آمد.
در دهه ۱۹۶۰ و ۱۹۷۰، عکاسی‌های نظام‌مندی از بیستون، تخت جمشید، بسطام و تخت سلیمان انجام شد که در حال حاضر در برلین نگهداری می‌شود. از فعالیت‌های باستان‌شناسی این مؤسسه در ایران می‌توان از کاوش و مرمت در تخت سلیمان نام برد. همچنین بسطام که مورد علاقه وافر پروفسور ولفرام کلایس بود و با همراهی دیتریش هوف در اوایل سال ۱۹۷۰ به کار پرداخت. همچنین از فعالیت‌های هوف در فیروز آباد نیز نمی‌توان گذشت.

## امکانات و دفاتر
دفتر DAI در حال حاضر در شهرهایی از جمله مادرید، رم، استانبول، آتن، قاهره، دمشق، بغداد، تهران، بلغارستان، رومانی، اسپانیا و صنعا دفاتر خود را داشته یا دارد.
کمیسیون رومانو-ژرمنی (DAI) شامل بزرگترین کتابخانه جهان باستان‌شناسی پیش از تاریخ است و در فرانکفورت واقع شده‌است. کمیسیون آن برای تاریخ باستان کلاسیک در مونیخ و کمیسیون باستان‌شناسی فرهنگ‌های غیر اروپایی آن در بن قرار دارد.

## اعضای قابل توجه
- کلاوس اشمیت، باستان‌شناس و پیش مورخ آلمانی که از سال ۱۹۹۶ تا ۲۰۱۴ حفاری‌های Göbekli Tepe را رهبری می‌کرد
- استر بانفی، پیش تاریخ و باستان‌شناس مجارستانی
- یوهن چرننکو، باستان‌شناس اوکراینی
- الیزابت اتلینگر، باستان‌شناس سوئیسی در استان‌های روم
- دی.ای.ال هاینس، دانشمند کلاسیک انگلیسی، باستان‌شناس و متصدی موزه
- نیکولاس کالتساس، باستان‌شناس کلاسیک یونانی
- یورگن اولدنشتاین، باستان‌شناس آلمانی در استان‌های روم
- امانوئیل کورس، معمار و باستان‌شناس مرمت یونانی[۱۰]